# مهدی امیرشاه کرمی

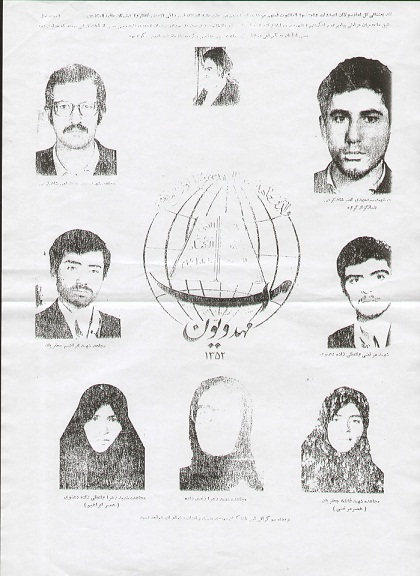
مهدی امیرشاه کرمی (بالا، سمت چپ، با عینک) - ۱۹۷۷

مهدی امیرشاه کرمی از مبارزان سیاسی دانشجویی ضد حکومت پهلوی دوم و مؤسس گروه مهدویون بود.

## زندگی
شاه کرمی به سال ۱۳۳۱ در اصفهان متولد شد. پس از اخذ دیپلم، تحصیلات دانشگاهی را در دانشگاه صنعتی آریامهر آغاز کرد. وی از ابتدای دوران دانشجویی وارد فعالیت‌های سیاسی-مبارزاتی بر ضد رژیم پهلوی شد. در جریان سفر رئیس‌جمهور آمریکا به ایران، به عنوان سردسته دانشجویان معترض به ورود وی به دانشگاه دستگیر و به یک سال حبس تأدیبی محکوم گشت. وی پس از آزادی به فعالیت در انجمن اسلامی پرداخت. در این هنگام بود که توسط سازمان مجاهدین جذب شد که حتی موجب گشت تا دانشگاه را ترک گفته و به زندگی مخفی روی آورد. وی در سال ۱۳۵۲ سازمان مجاهدین را دارای انحراف ایدئولوژیک تشخیص داده و از آن جدا می‌شود. پس از آن به تأسیس گروه مهدیون مبادرت می‌کند.